# Alejo Gandini
Alejo Gandini (Buenos Aires, 1972) es un cantante y compositor argentino, fundador del proyecto musical Tabaquito Marroquí.
Gandini nació en El Bolsón en 1972. Hijo de Norberto Gandini (fundador de la Porteña Jazz Band), compusitor de letra y música para diferentes artistas como Javier García, Alejandra Guzmán y Marta Sánchez, entre otros.

## Trayectoria
Tabaquito Marroquí es el proyecto musical para el cual trabajó varios años, desde 2003. Su primer álbum "La cura" fue finalmente editado en 2006. Gandini participa como cantante y compositor de todos los temas. Este material fue nominado a los Premios Gardel a la música.
La banda que lo secundó fue: Matías Bettinelli (batería), Nano Casale (bajo) y Diego Ríos (primera guitarra).
En 2006 participó de "Calamaro querido! (Cantando al salmón)", un Álbum tributo a Andrés Calamaro, con el tema "Loco por ti".

## Discografía
- 2006: "La cura".[1]
- 2014: "Conciertos de $9,90".[2]